# Joel Hynek
Joel Hynek ist ein US-amerikanischer VFX Supervisor, der 1999 für Hinter dem Horizont den Oscar in der Kategorie Beste visuelle Effekte erhielt. 

## Leben
Er ist der Sohn des Astronomen J. Allen Hynek und hat zwei Geschwister. Von 1971 bis 1974 studierte er an der University of Illinois at Urbana-Champaign. Im Jahr war er für den Film Xanadu erstmals im Bereich Spezialeffekte tätig. Es folgten für das Spezialeffektunternehmen R/Greenberg Associates Filme wie Zelig, Der Tag des Falken und Predator, für den er 1988 zusammen mit Robert M. Greenberg, Richard Greenberg und Stan Winston für den Oscar in der Kategorie Beste visuelle Effekte nominiert wurde. In den folgenden Jahren arbeitete für Unternehmen wie Manex, Mass Illusions, R/Greenberg Associates und The Trumbull Company an Spielfilmen wie Ghost Dad, Medicine Man – Die letzten Tage von Eden und Event Horizon – Am Rande des Universums. 1999 erhielt er für Hinter dem Horizont den Oscar in der Kategorie Beste visuelle Effekte. 
Im Jahr 2000 wechselte er als Leiter für visuelle Effekte zu dem Unternehmen Digital Domain, für die er in den folgenden Jahren an xXx - Triple X und The Italian Job – Jagd auf Millionen arbeitete. Seit 2009 ist er in der Niederlassung in Los Angeles der indischen Spezialeffektfirma Tata Elxsi tätig.
Er ist Mitglied der Academy of Motion Picture Arts and Sciences und der Visual Effects Society. 

## Filmografie
- 1980: Xanadu
- 1983: Zelig
- 1985: Der Tag des Falken (Ladyhawke)
- 1985: L.I.S.A. – Der helle Wahnsinn (Weird Science)
- 1987: Predator
- 1989: New Yorker Geschichten (New York Stories)
- 1990: Ghost Dad (Ghost Dad)
- 1990: Predator 2
- 1991: McBain
- 1992: Medicine Man – Die letzten Tage von Eden (Medicine Man)
- 1993: In Search of the Obelisk
- 1995: Judge Dredd
- 1995: Stirb langsam: Jetzt erst recht (Die Hard: With a Vengeance)
- 1996: Eraser
- 1997: Event Horizon – Am Rande des Universums (Event Horizon)
- 1998: Hinter dem Horizont (What Dreams May Come)
- 1999: Der 13te Krieger (The 13th Warrior)
- 2000: Die Prophezeiung (Bless the Child)
- 2002: Frida
- 2002: Rollerball
- 2002: xXx – Triple X (xXx)
- 2003: The Italian Job – Jagd auf Millionen (The Italian Job)
- 2003: The Missing
- 2005: Stealth – Unter dem Radar (Stealth)
- 2008: Die Mumie: Das Grabmal des Drachenkaisers (The Mummy: Tomb of the Dragon Emperor)
- 2008: Jumper
- 2010: Auftrag Rache (Edge of Darkness)
- 2011: Luck (Fernsehserie, Folge 1x01)
- 2013: Wind Song